# Rhodochorton
Rhodochorton ist eine Gattung fadenförmiger Rotalgen, die an niedrige Lichtverhältnisse angepasst sind. Sie kann Büschel oder einen dünnen violetten „Rasen“ von bis zu 5 Millimetern Höhe bilden. Die Fäden verzweigen sich nur selten, meist an den Spitzen.
Die Erstbeschreibung stammt vom Schweizer und deutschen Botaniker und Zytologen Carl Wilhelm von Nägeli (1862 '1861').
Unter den Rotalgen werden die Arten der beiden Gattungen Rhodochorton und Audouinella nicht-taxonomisch auch als Pinselalgen bezeichnet.

## Morphologie

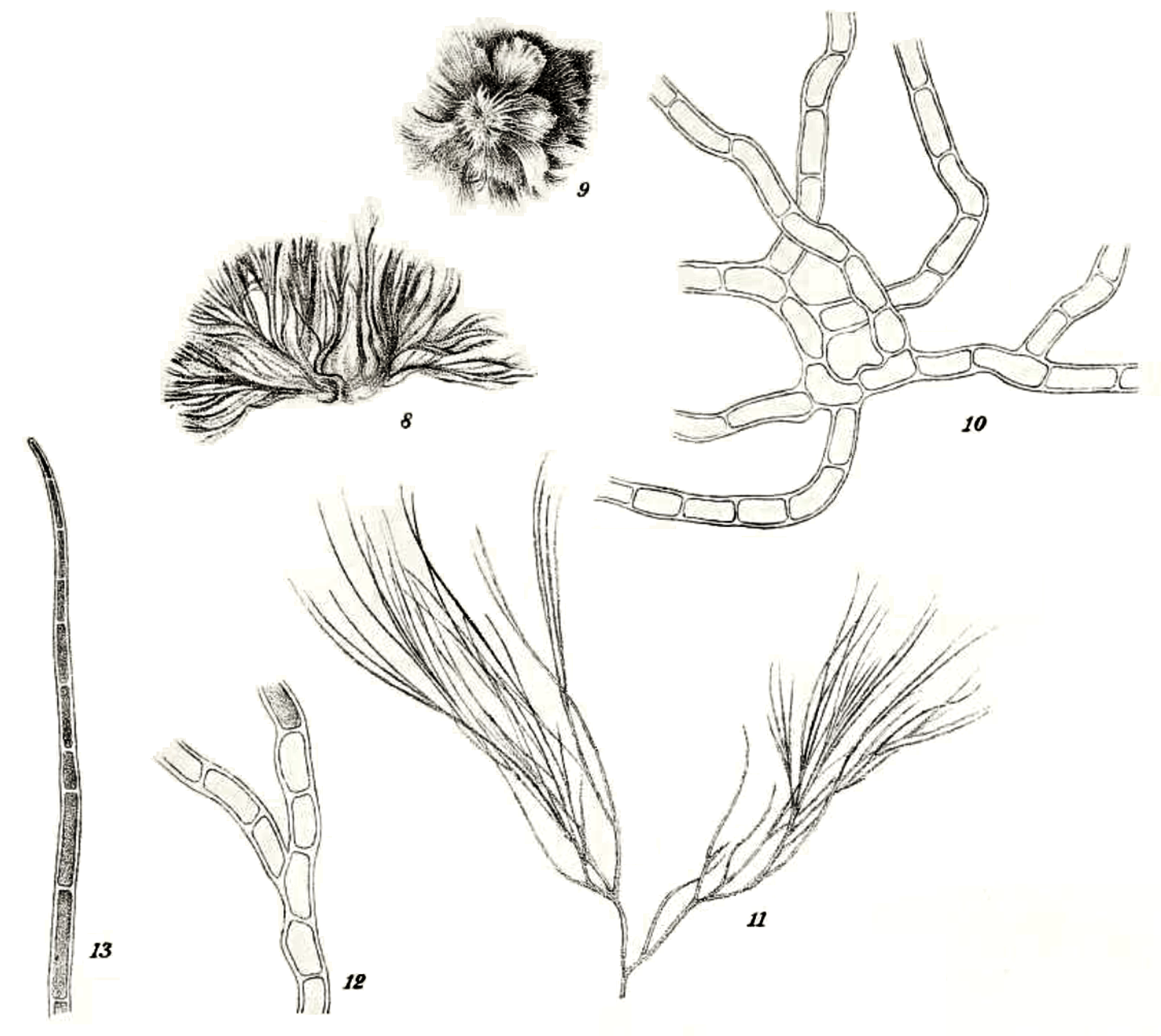
Rhodochorton purpureum, aus einer historischen Illustration (digital überarbeitet)

Bei den meisten Rhodochorton-Arten verbleiben die Sporen nicht in der reifen Pflanze, stattdessen dient ein basales Fadengeflecht als Haltevorrichtung. Tatsächlich haben alle Rhodochorton-Arten ausgeprägte basale Fäden, die in der Regel eine Scheibe bilden, und aufrechte Fäden, die in der Regel dünner sind. Seitliche Verzweigungen treten in der Regel am oder in der Nähe des oberen Teils auf, und die Verzweigung konzentriert sich auf die Enden der Fäden.
Die Zellen besitzen einen bis mehrere Chloroplasten, es gibt keine Pyrenoide.

## Ökologie
Der Organismus kann sich auf nackten Felsoberflächen anheften oder epiphytisch auf Makroalgen mit blattartigen Strukturen (englisch frondose algae) leben – insbesondere dem Palmentang (Laminaria hyperborea).
Rhodochorton wächst typischerweise im Schatten dieser größeren Algen in der Gezeitenzone, und ist aufgrund seiner Anpassung an niedrige Lichtverhältnisse auch in Höhlen zu finden.
Sie vermehrt sich im Winter mit Hilfe von Tetrasporangien und trägt keine Monosporangien.
Die Arten von Rhodochorton finden sich typischerweise in marinen Umgebungen, aber R. investiens lebt im Süßwasser.
Fressfeinde von Rhodochorton sind Schnecken und Flohkrebse (Amphipoda). Erstaunlicherweise können Fragmente der Alge den Verdauungstrakt der Weidegänger lebendig passieren – das Abweiden könnte daher tatsächlich ein Verbreitungsweg für diese Organismen sein.

## Lebenszyklus
Sexuelle Fortpflanzung wurde bis 1970 noch nie beobachtet.
Seitdem berichtete R. E. Lee über sexuelle Fortpflanzung bei Rhodochorton investiens, diese Art wird heute jedoch als Balbiania investiens der Gattung Balbiania zugeordnet.
Näheres zum Thema siehe AlgaeBase.

## Artenliste

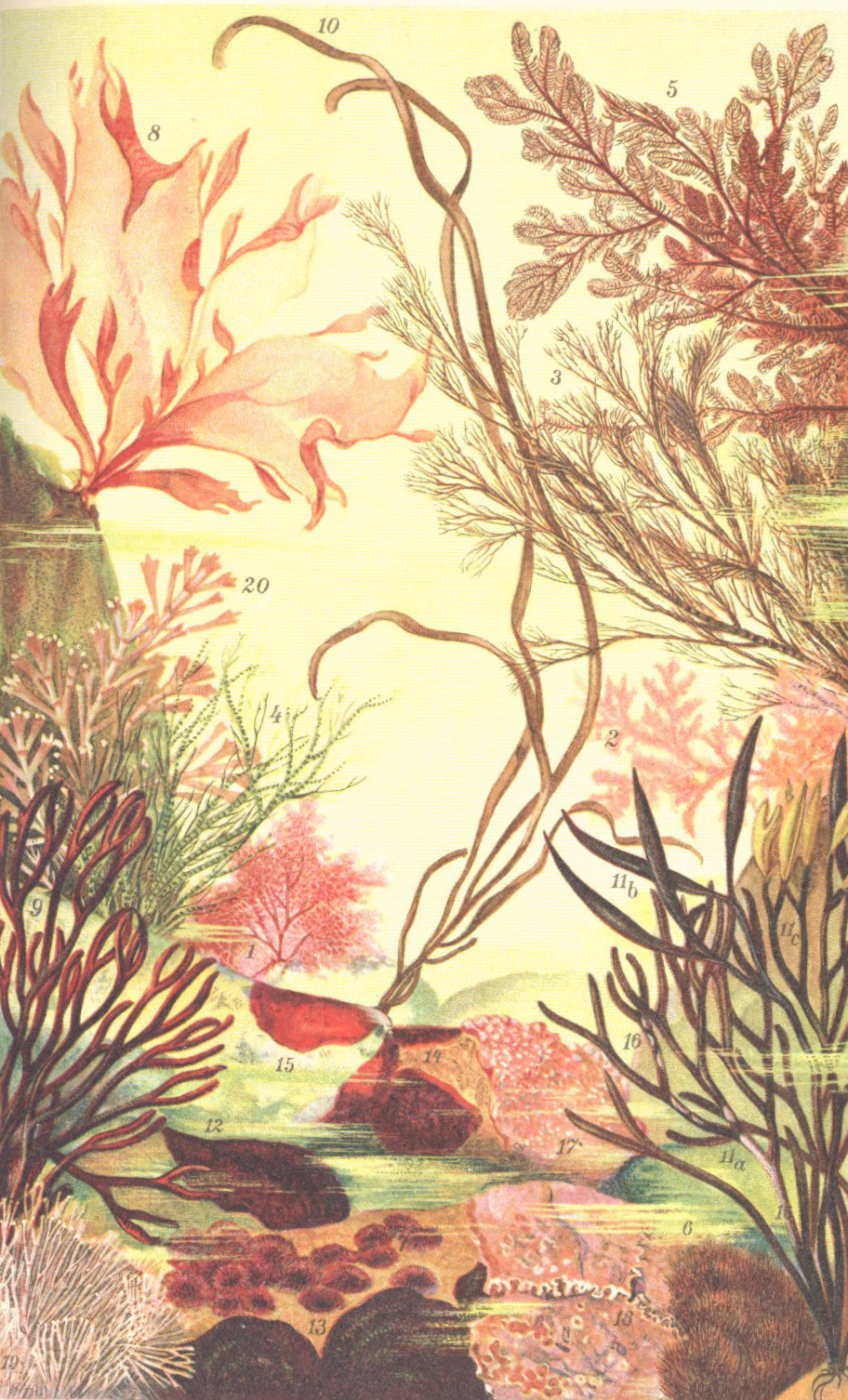
Rotalgen. 7: Rhodochorton purpureum [Rhodochorton rothii], Illustration von 1906.

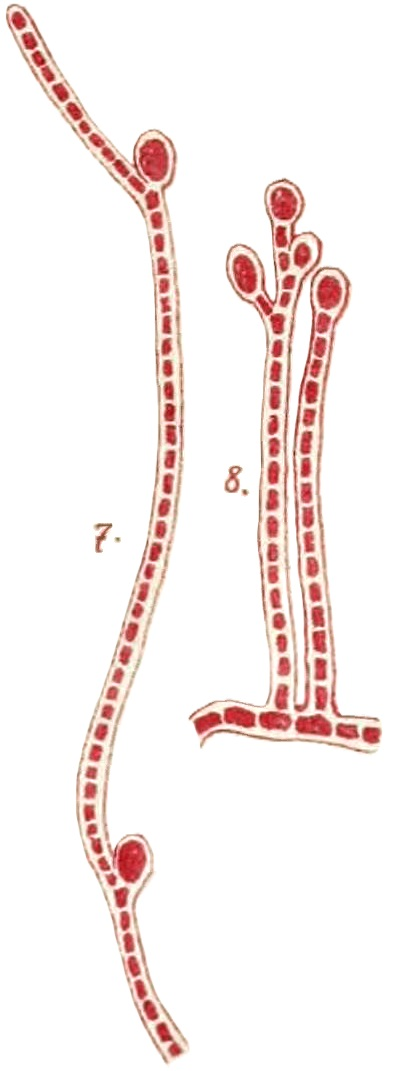
Rhodochorton velutinum [Chantransia velutina] Illustration von 1878

Artenliste mit Stand: 1. Dezember 2024:
- Rhodochorton atlanticum Miranda 1936(A,W)
- Rhodochorton corynosporoides Hamel 1927(A) bzw. (P. L.Crouan & H. M. Crouan) G. Hamel, 1927(W)
- Rhodochorton endozooicum (Darbishire) Drew(A) (Schreibvariante? Siehe Synonym Rhodochorton endozoicum (Darbishire) K. M. Drew 1928 unten).
- Rhodochorton galaxaurae Vickers 1905(A,W)
- Rhodochorton kurilense Nagai, 1941(W) – gemäß AlgaeBase ein Synonym für Chromastrum kurilense (Nagai) Stegenga & Mulder 1979.(A)
- Rhodochorton parkeri Harvey-Gibson 1893(?A)
- Rhodochorton purpureum (Lightfoot) Rosenvinge, 1900(A,N,W) [Thamnidium rothii (Turton) Thuret 1863, Rhodochorton rothii (Turton) Nägeli 1862, Byssus purpurea Lightfoot, 1777(N)] (Typusart(A,W))
- Rhodochorton subsalsum Lemmerman 1907(A,W)
- Rhodochorton subsimplex (Harvey ex J. Agardh) De Toni 1903(A,W)
- Rhodochorton tenue Kylin, 1925(N) [Audouinella tenue(N)] – gemäß AlgaeBase ein Synonym für Rhodochorton purpureum(A)
- Rhodochorton velutinum (Hauck) Hamel 1927(A,W)
- Rhodochorton sp. 1Cal ABMMC11443-10(N)
- Rhodochorton sp. 1Korea(N)
- Rhodochorton sp. 1SJuan(N)
- Rhodochorton sp. 2BC(N)
- Rhodochorton sp. GWS-2015a(N)

Reklassifizierungen in andere Gattungen nach AlgaeBase und WoRMS (Auswahl):
- Rhodochorton endozoicum (Darbishire) K. M. Drew 1928 ⇒ Acrochaetium endozoicum (Darbishire) Batters 1902(A,W)
- Rhodochorton entozoicum (Reinsch) De Toni ⇒ Rubrointrusa membranacea (Magnus) S. L. Clayden & G. W. Saunders 2010(A,W)
- Rhodochorton floridulum (Dillwyn) Nägeli 1862 ⇒ Rhodothamniella floridula (Dillwyn) Feldmann 1978(A,W)
- Rhodochorton investiens (Lenormand ex Kuetzing) Swale & J. H. Belcher 1963 ⇒ Balbiania investiens (Lenormand ex Kützing) Sirodot 1963(A,W)
- Rhodochorton lepadicola (Welwitsch) De Toni 1903 ⇒ Erythrotrichia welwitschii (Ruprecht) Batters 1902(A,W)
- Rhodochorton mesocarpum (Carmichael) Kjellman 1883 ⇒ Ptilothamnion pluma (Dillwyn) Thuret 1863(A,W)

Anmerkungen:
- (A) – AlgaeBase[3]
- (N) – Taxonomie des National Center for Biotechnology Information (NCBI)[14]
- (W) – World Register of Marine Species (WoRMS)[4]

? – unsicher